# Ząbkówka gwiazdkowatokryształkowa

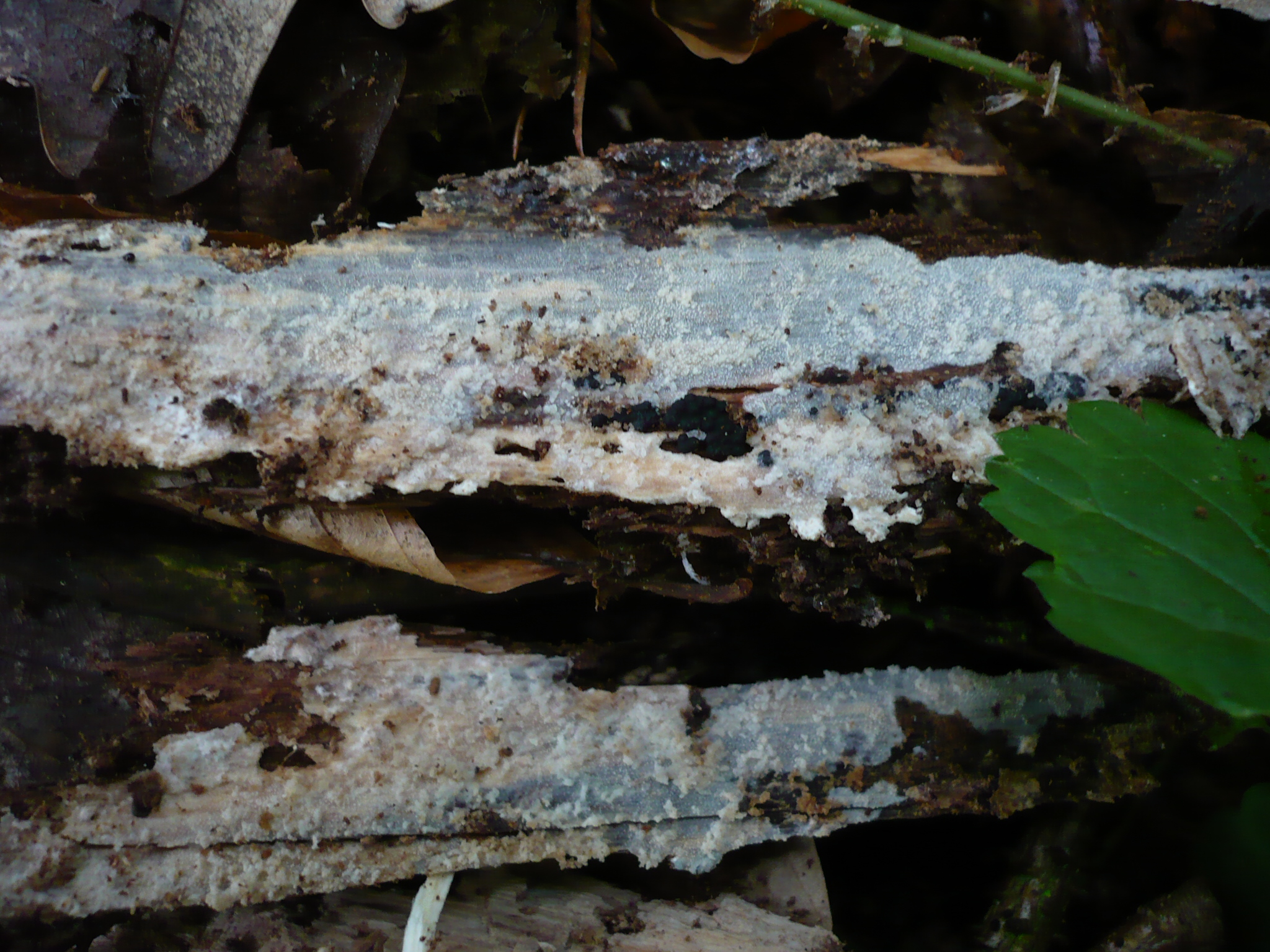

Ząbkówka gwiazdkowatokryształkowa, ząbkówka dwubarwna (Resinicium bicolor (Alb. & Schwein.) Parmasto) – gatunek grzybów należący do rodziny Rickenellaceae.

## Systematyka i nazewnictwo
Pozycja w klasyfikacji: Resinicium, Rickenellaceae, Hymenochaetales, Agaricomycetidae, Agaricomycetes, Agaricomycotina, Basidiomycota, Fungi.
Po raz pierwszy opisali go w 1805 r. Johannes Baptista von Albertini i Lewis David von Schweinitz, nadając mu nazwę Hydnum bicolor. Obecną nazwę nadał mu Erast Parmasto w 1968 r. Ma 10 synonimów. Niektóre z nich:
- Mycoacia bicolor (Alb. & Schwein.) Spirin & Zmitr. 2004
- Odontia subtilis (Fr.) Quél. 1888[2].

W 1999 r. Władysław Wojewoda podał polską nazwę ząbkówka dwubarwna, w 2003 r. uznał ją za nieodpowiednią i zmienił ją na ząbkówka gwiazdkowatokryształkowa.

## Morfologia
Bazydiokarp
Kortycjoidalny, roczny, rozpostarty, rozproszony, o średnicy do 5 cm, przyrośnięty. Hymenium w kolorze kremowym, gładkie, porowate z małymi lub dobrze rozwiniętymi, szeroko rozstawionymi, stożkowymi kolcami, głęboko spękane i odsłaniające subhymenium.
Cechy mikroskopowe
System strzępkowy monomityczny, strzępki w subhymenium szkliste, cienkościenne, zapadnięte, z niewyraźnymi sprzążkami, o średnicy 2–3 µm. Sterylne elementy hymenium dwóch typów; 1) niektóre zwykle nazywane halocystydami główkowate z cienkościennym, kulistym halo, główkowatym wierzchołkiem o średnicy 6–12 µm, halo o średnicy 12–27 µm, część trzonowa o średnicy 1,5–2 µm, długości 15–20 µm z niewyraźną sprzążką u podstawy, 2) inne zwane astrocystydami, na wierzchołkach ze skupiskami promieniście ułożonych kryształów, tworzących gwiazdopodobne skupisko o średnicy 5–7 µm i szydłowatymi elementami hyfoidalnymi wystającymi na wierzchołkach kolców. Podstawki maczugowate, 4-sterygmowe, 12–14 × 4–5 µm, ze sprzążką bazalną. Bazydiospory elipsoidalne, szkliste, gładkie, cienkościenne, w odczynniku Melzera nieamyloidalne, 5–6 × 2,5–3 µm.

## Występowanie i siedlisko
Podano występowanie ząbkówki gwiazdkowatokryształkowej na Nowej Zelandii i na wszystkich kontynentach poza Antarktydą i Afryką, także na Hawajach. W Europie jest rozprzestrzeniona szeroko, od Morza Śródziemnego po północne wybrzeża Półwyspu Skandynawskiego. W Polsce jest pospolita.
Nadrzewny grzyb saprotroficzny występujący w lasach iglastych, liściastych i mieszanych na martwym drewnie leżącym na ziemi; na pniach, gałęziach oraz na pniakach i kikutach drzew.